# Lars Bjönni Andersson
Lars Bjönni Andersson, född 11 oktober 1940 i Göteborg, död 2011, var en svensk målare och musiker.
Lars Bjönni Andersson arbetade i Bohuslän sedan 1963 och var sedan 1972 verksam på Orust där han med familj skapade Bjönnigården på västra sidan av Orust.
Lars Bjönnis konst återfinns i Göteborgs Stad, Göteborgs & Bohusläns Landsting, Stockholms läns landsting, Uddevalla Stad, Örebro läns landsting, Värmlands läns landsting, Västerbottens läns landsting, Norrbottens läns landsting, Skaraborgs läns Landsting, Luleå & Umeå städer, Sveriges riksdag, Statens konstråd, Helsingfors kulturhus. Offentliga arbeten till Kungliga Postverket, Ellös skola, Lasarettet i Uddevalla och Norska staten till Lofotens kulturhus. Hans konst är också inköpt av Volvokoncernen, Götaverken, SE-banken, Göteborgs bank och Apoteksbolaget samt kommunala och privata samlingar.